# Yang Banban
Yang Banban (杨半伴S, Yáng BànbànP; 26 aprile 1989) è un'ex cestista cinese.

## Carriera
Con la Cina ha disputato i Campionati mondiali del 2010.